# Талпонера (Тревизо)
Талпонера је насеље у Италији у округу Тревизо, региону Венето.
Према процени из 2011. у насељу је живело 93 становника. Насеље се налази на надморској висини од 47 м.